# Московские ворота (Пушкин)
Московские ворота — памятник архитектуры. Расположены в Пушкине, в начале Московского шоссе, у его пересечения с Софийским бульваром (современный адрес — Софийский бульвар 3, 5). Образец архитектуры русского классицизма. Объект культурного наследия федерального значения.

## История
В 1797 году последовал указ «при трёх въездах в Село Царское построить по караулке, по две будки и по шлагбауму». Вероятно, тогда и была выстроена деревянная караулка с шлагбаумом на месте нынешних Московских ворот, просуществовавшая до 1830 года.
В 1830—1831 годах при благоустройстве Царского Села её заменили двумя каменными кордегардиями, поставленными по сторонам дороги, с решёткой и воротами между ними. Проект и смета были сделаны в конце 1829 года архитектором В. М. Горностаевым, строительство было вчерне окончено осенью 1830 года. Строительство в дальнейшем продолжал В. А. Глинка, завершил А. П. Гильдебрандт. Место для ворот выбрал лично Николай I.
По первоначальному проекту предполагался павильон с одной стороны Московской дороги и композиция въезда в Царское Село должна была быть асимметричной. Но в конце 1829 года был дан указ о строительстве второго павильона.
Проект решётки и створов ворот разработал В. А. Глинка, утверждение проекта состоялось в январе 1831 года. Отливку металлических частей, в том числе завершающих пилоны орлов, осуществили на Петербургском чугунолитейном заводе Карла Грейсона.
В сентябре 1831 года были установлены ворота с фигурами орлов. В октябре полностью закончены лепные работы и окрашены фасады, а в ноябре и декабре завершена внутренняя отделка.
Застава была упразднена как ненужная в 1856 году, ворота были приспособлены под жилые помещения для полицейских чинов, затем стали карантинным помещением госпиталя.
В 1905 году архитектор Е. Р. Бах составил проект перепланировки внутренних помещений, но остаётся неясным был ли этот проект осуществлён.
Орлы и короны были уничтожены после революции 1917 года. В 1948 году павильоны Московских ворот были капитально отремонтированы с восстановлением недостающих лепных деталей. В 1950-х годах в восточном павильоне помещался буфет, в западном —продовольственный магазин.
С 2009 года памятник был передан в распоряжение Историко-литературного музея города Пушкина.
5 июля 2021 года южный пилон был разрушен в результате ДТП.

## Описание

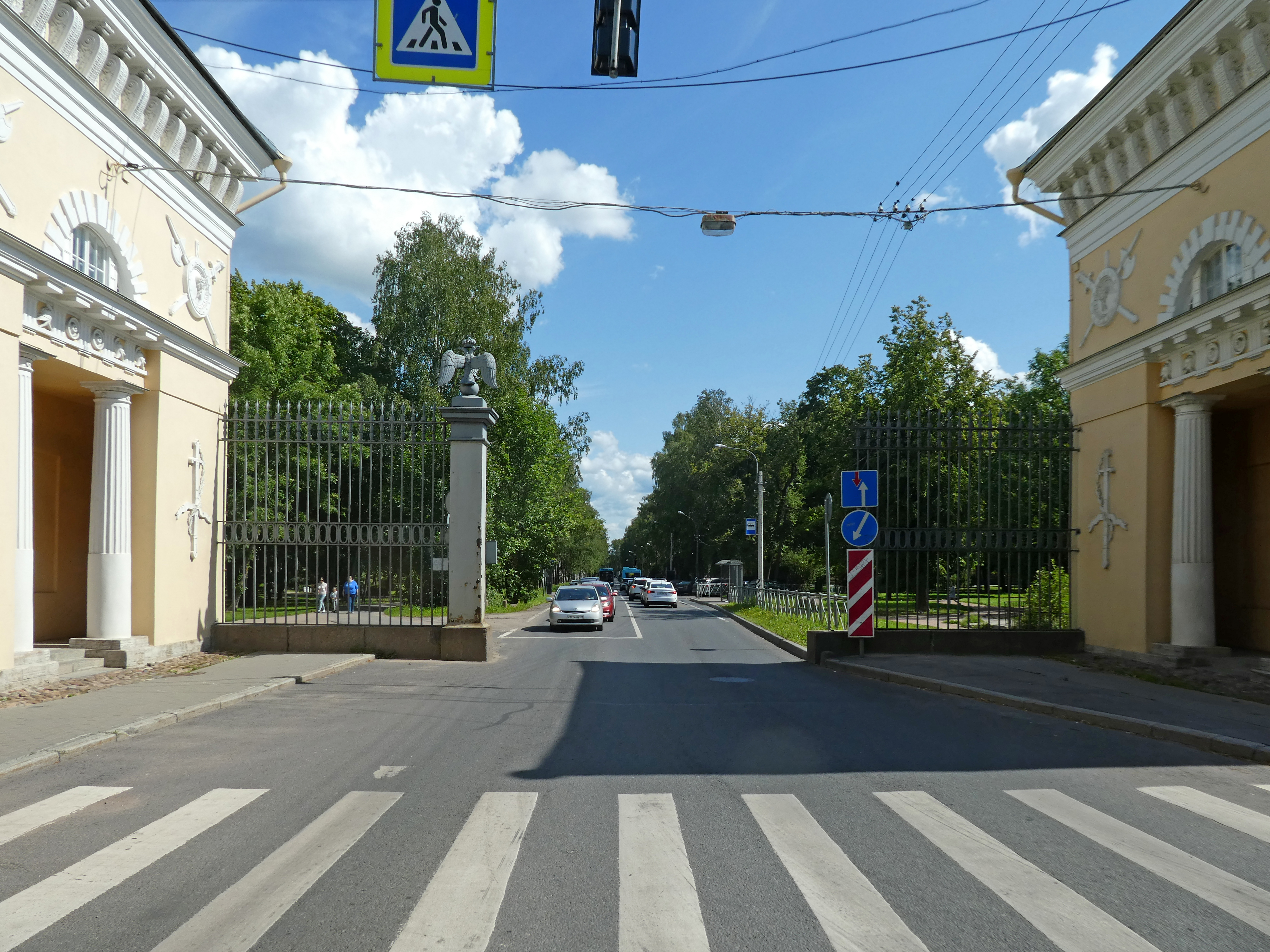
На 2023 год один из пилонов не восстановлен после аварии

Кордегардии кубические, членятся горизонтальными тягами на два яруса. Плоскости стен гладкие, украшены лепниной с перевитыми лентами и гирляндами щитами и мечами, их венчает карниз на волютообразных кронштейнах. В нижнем ярусе сделаны прямоугольные ниши, по краям которых стоят колонны дорического ордера, в глубине ниш расположены окна. Второй этаж освещается полукруглыми окнами, по одному с каждой стороны.
Двухэтажные павильоны соединены чугунной решёткой на гранитном цоколе с воротами по середине преграждающими проезд. По обеим сторонам проезда на гранитных пьедесталах установлены квадратные чугунные столбы, увенчанные простым карнизом с фигурами чугунных орлов.